# Cosmos-3

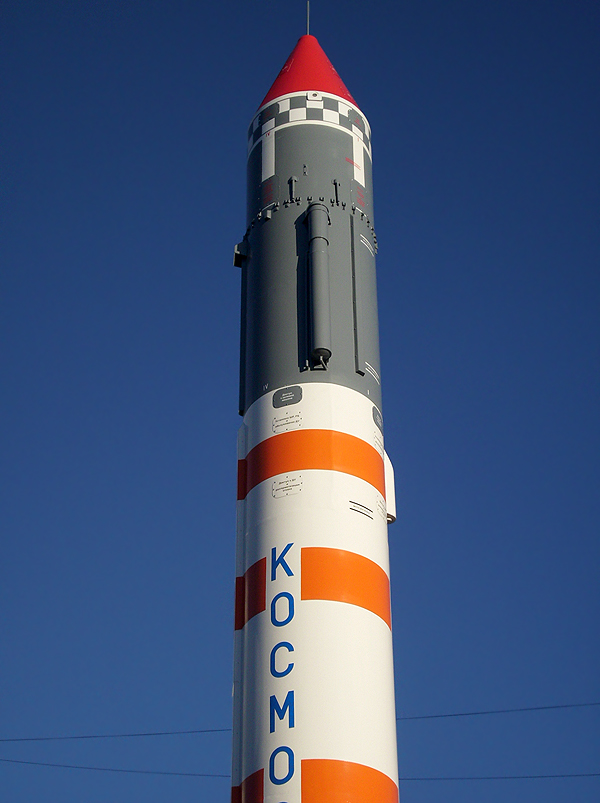
Cohete cosmos 3 antes de ser lanzado

El Cosmos 3 (en ruso: Космос-3) era un cohete portador de la Unión Soviética basado en el misil balístico de alcance intermedio R-14U. Está relacionado con el cohete Cosmos-1 también una modificación a partir del misil R-14 y puede considerarse como una versión mejorada de este.
El desarrollo del sistema de misiles de tercera generación se llevó a cabo en dos etapas. El primero fue el portador de 11K65 Kosmos-3. El segundo fue 11K65M Kosmos-3M.

## Desarrollo
La documentación de diseño para un nuevo cohete fue producida por OKB-10 en 1962. El desarrollo experimental y la fabricación de 10 cohetes que recibieron el índice 11K65 (LV Kosmos-3) se llevaron a cabo principalmente por el OKB-586 en colaboración con el OKB-10 con Reshetnev. Estaba basado en el Cosmos-1 que a su vez se basaba en el R-14. Más tarde, se empleo el R-14U, una versión mejorada del R-14, para desarrollar un nuevo cohete. Los medios soviéticos llamaron al cohete Cosmos-3. El día 16 de noviembre de 1966, el nuevo cohete hizo su primer vuelo.

## Diseño
La transformación del misil de combate en un cohete portador se llevó a cabo colocando la segunda etapa recientemente desarrollada sobre la primera etapa parcialmente modificada. Las etapas estaban conectados a través de un compartimiento de transición cilíndrico. El compartimiento de propergoles de la 2 etapa es un único compartimento con un fondo intermedio que separa en los depósitos «oxidante» y «combustible». El motor de la 2 etapa está conectado directamente a la parte inferior cónica inferior del compartimento de combustible. El compartimento para instrumentos está ubicado encima del compartimento de combustible. Se basa en un bastidor de carga útil y carenado de cabeza, desprendidose a una altura de 75 km.
En el desarrollo del proyecto 11K65, el motor 8D514 del misil R-14 fue modificado y recibió el índice 11D614. Dicho fue producido en la planta de Yuzhmash (Dnepropetrovsk, Ucrania). En la segunda etapa del cohete se instaló un motor 11D47 multifuncional desarrollo por A.M. Isayeva del OKB-2. Se fabricó en Krasmash.
Los ingenieros OKB-10, por primera vez en la URSS, propusieron una solución técnica original que permite el lanzamiento de satélites en órbitas circulares mediante la introducción de una sección «pulsada» de un vuelo estabilizado. Para realizar la idea, se adoptó un esquema de dos pulsos para la inclusión del motor de marcha de la segunda etapa: el primer pulso generaba una trayectoria elíptica, en el apogeo del cual el dispositivo cambia a una órbita circular mediante un segundo encendido. El motor de tres modos (dos inclusiones en la tracción nominal y la operación del acelerador) 11D49 se desarrolló en OKB-2 (ahora el ICB "Fakel"), y se fabricó en "Krasmash", que produjo el LRE hasta 1992. OKB-10 desarrolló un sistema de bajo empuje que proporcionó un vuelo estabilizado entre dos inclusiones del motor de cohete de combustible líquido en marcha. El combustible para este sistema estaba ubicado en dos carros de combate especiales, suspendidos en la superficie exterior del tanque principal de la segunda etapa.
Los modos de funcionamiento del motor de la 2 etapa eran:
- principal. En este modo, el motor puede operar en vuelo dos veces. Al deducir un satélite a una órbita circular alta, el primer encendido del motor forma la trayectoria de la órbita intermedia en el apogeo. El segundo arranque del motor transfiere la segunda etapa del cohete al satélite a la órbita circular.
- modo de funcionamiento de las cámaras de dirección. Se usa para estabilizar el vuelo del cohete antes, durante y después de que el motor esté funcionando en el primer modo.
- modo de empuje bajo. Se utiliza para orientar el cohete y crear aceleraciones menores, proporcionando la posibilidad de reiniciar el motor en el modo principal.

En el sistema de control, por primera vez, se usaron dispositivos electrónicos de conteo y medición, que aseguran la adquisición más precisa de la nave espacial a órbitas dadas (~40 km de altitud, ~30 s en el período de circulación). El vehículo de lanzamiento podría poner hasta ocho satélites en órbita al mismo tiempo.

## Vida operacional
Cosmos-3 (conocido como 11K65) fue la producción en pequeña escala, pero pronto se descubrió que el cohete tiene fallos graves. De 1966 a 1968, se llevaron a cabo 6 lanzamientos, dos de los cuales no tuvieron éxito.
El primer lanzamiento de Cosmos 3, el 16 de noviembre de 1966, lanzó el satélite tipo "Strera 2" . En total se lanzaron cuatro satélite tipo "Strare 2" pero falló dos veces. Se lanzaron dos equipadas con VKZ para el vuelo balístico y ambas tuvieron éxito. El último lanzamiento, el Cosmos-236, tuvo lugar el 27 de agosto de 1968.

## Historial de lanzamientos
| Vuelo | Datos                   | Carga                 | Resultado | Notas                                                       |
| ----- | ----------------------- | --------------------- | --------- | ----------------------------------------------------------- |
| 1     | 16 de noviembre de 1966 | Cosmos 132 (Strela 2) | Fallo     | Primer vuelo del Cosmos 3. El vehículo no alcanzó la órbita |
| 2     | 24 de marzo de 1967     | Cosmos 151 (Strela 2) | Éxito     | Primer vuelo con éxito del Cosmos 3.                        |
| 3     | 12 de octubre de 1967   | N/A                   | Éxito     | Vuelo suborbital.                                           |
| 4     | 28 de marzo de 1968     | N/A                   | Éxito     | Vuelo suborbital.                                           |
| 5     | 15 de julio de 1968     | Cosmos 227 (Strela 2) | Fallo     | El vehículo no alcanzó la órbita.                           |
| 6     | 27 de agosto de 1968    | Cosmos 236 (Strela 2) | Éxito     | Último vuelo del Cosmos 3.                                  |

## Cosmos 3M
La versión mejorada se llama Cosmos-3M (código de producción 11K65M)
El 11K65M comenzó su producción en masa, fue una de las herramientas de lanzamiento más importantes de la Unión Soviética durante la Guerra Fría.